# Apeadero Kilómetro 40
Km. 40 era un apeadero ferroviario ubicado en la localidad de Estanislao Severo Zeballos, provincia de Buenos Aires. hoy en día en el lugar donde estaban las vías hay una gran zanja, al nomenclador le falta un pedazo y detrás se encuentra usurpado. Los bancos aún se encuentran en el apeadero pero el andén desapareció.  

## Servicios
Pertenecía al Ferrocarril Provincial de Buenos Aires como parada intermedia en el ramal entre Avellaneda y La Plata. No opera trenes de pasajeros desde 1977. Este apeadero fue fundado al igual que la estación km. 36 con el fin de servir como parada de tren. Cuando fue clausurada, la estación se fue desgastando al pasar de los años hasta desaparecer su cabina a mediados del 2008 y el cartel en 2011 quedando solo un mural donde se recuerda a la misma estación que formó un barrio en su época.
Actualmente la antigua traza ferroviaria es custodiada y vigilada por la Asociación Civil, Cultural, Social y Deportiva del Ferrocarril Provincial de Buenos Aires, donde desempeñan tareas de mantenimiento del suelo y del espacio realizando cortes de pasto, mantenimiento de infraestructura existente y recuperación de rieles.